# 8 км (зупинний пункт, Харківська дирекція Південної залізниці)
8 кіломе́тр — залізничний пасажирський зупинний пункт Харківської дирекції Південної залізниці.
Розташований біля села Ватутіне (в/ч 42209), Нововодолазький район, Харківської області на лінії Мерефа — Красноград між станціями Мерефа (8 км) та Ордівка (2 км).
Станом на травень 2019 року щодоби дев'ять пар приміських електропоїздів здійснюють перевезення за маршрутом Харків-Пасажирський — Красноград.